# Ziua Darwin

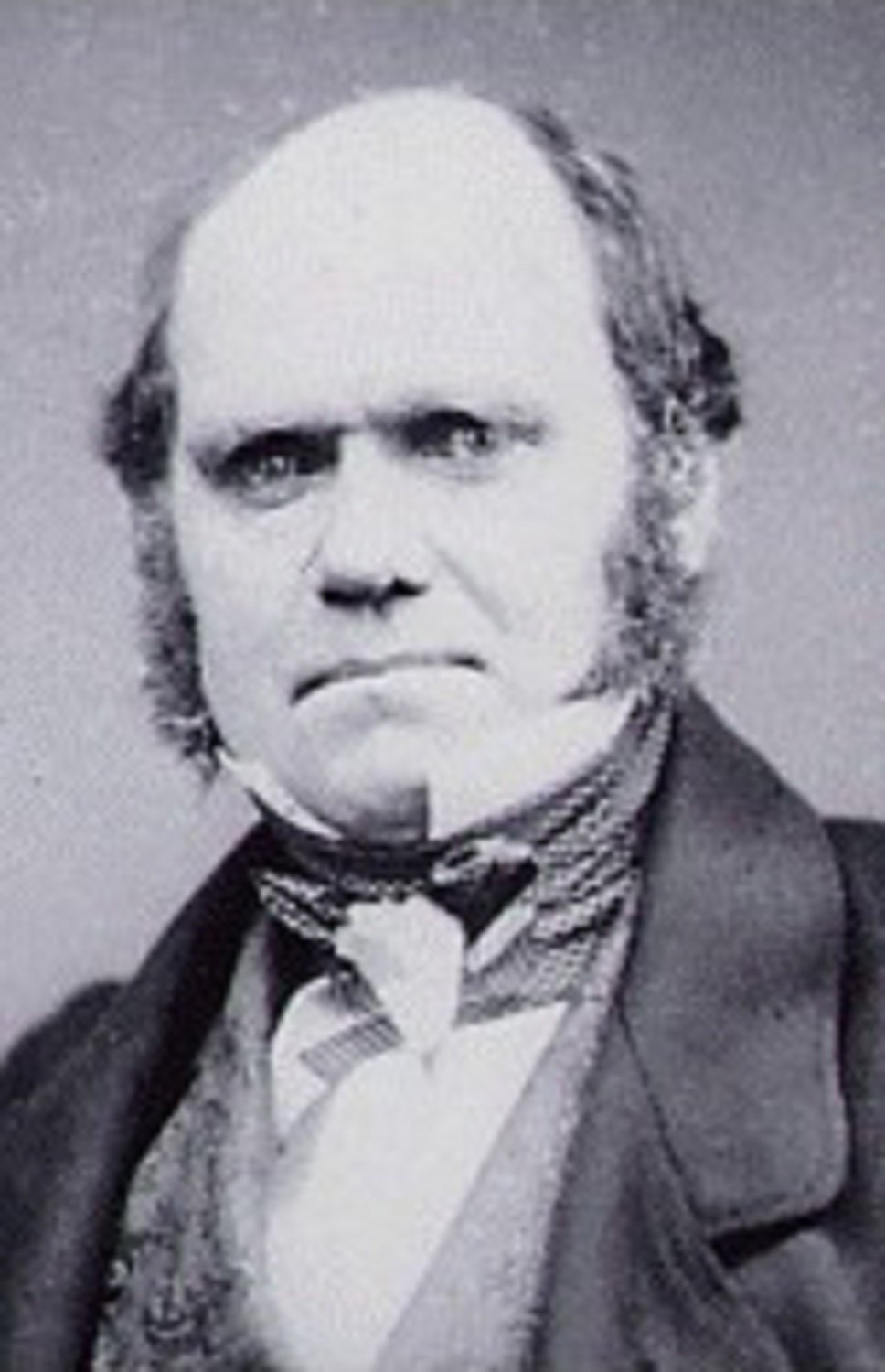
Charles Darwin la 55 de ani

Ziua Darwin ("Darwin Day") reprezintă o sărbătoare recent instituită, în scopul aniversării nașterii (12 februarie 1809) lui Charles Darwin, prilej de a sublinia importanța contribuțiilor marelui naturalist britanic în dezvoltarea și promovarea științei.

## Istorie
Celebrarea operei lui Darwin, precum și aducerea omagiului pentru viața sa au fost organizate sporadic de la moartea sa, pe 19 aprilie 1882, la vârsta de 73 de ani. Festivitățile se țineau la Down House, locuința din Downe, un sat de lângă Londra, unde familia sa a locuit din 1842 până la moartea soției, Emma, în 1896.

## Programul "Darwin Day" și "Darwin Day Celebration"
În ultimii ani ai secolului al XX-lea, doi entuziaști susținători ai lui Darwin, Amanda Chesworth și Robert Stephens, au inițiativa de a promova Ziua Darwin ("Darwin Day").
În 2001, Chesworth înființează în New Mexico fundația non-profit Darwin Day Program.
Stephens devine președinte al acestei fundații, Massimo Pigliucci vicepreședinte, iar Amanda Chesworth secretar general.
În articolul Darwin Day, An International Celebration ("Ziua Darwin, o sărbătoare internațională"), Stephens prezintă obiectivele organizației.
În 2002, Chesworth editează o compilație numită Darwin Day Collection One: the Single Best Idea, Ever.
Obiectivele lucrării constau în a prezenta opera multidisciplinară a lui Darwin și ecoul acesteia atât în rândul oamenilor de știință, dar și în cultura populară.
În 2004, corporația a fost desființată și toate bunurile acesteia au trecut în componența Darwin Day Celebration, organizație non-profit, înființată în California în 2004
de către Robert Stephens și alții iar statutul inițial a fost extins.

## Evenimente

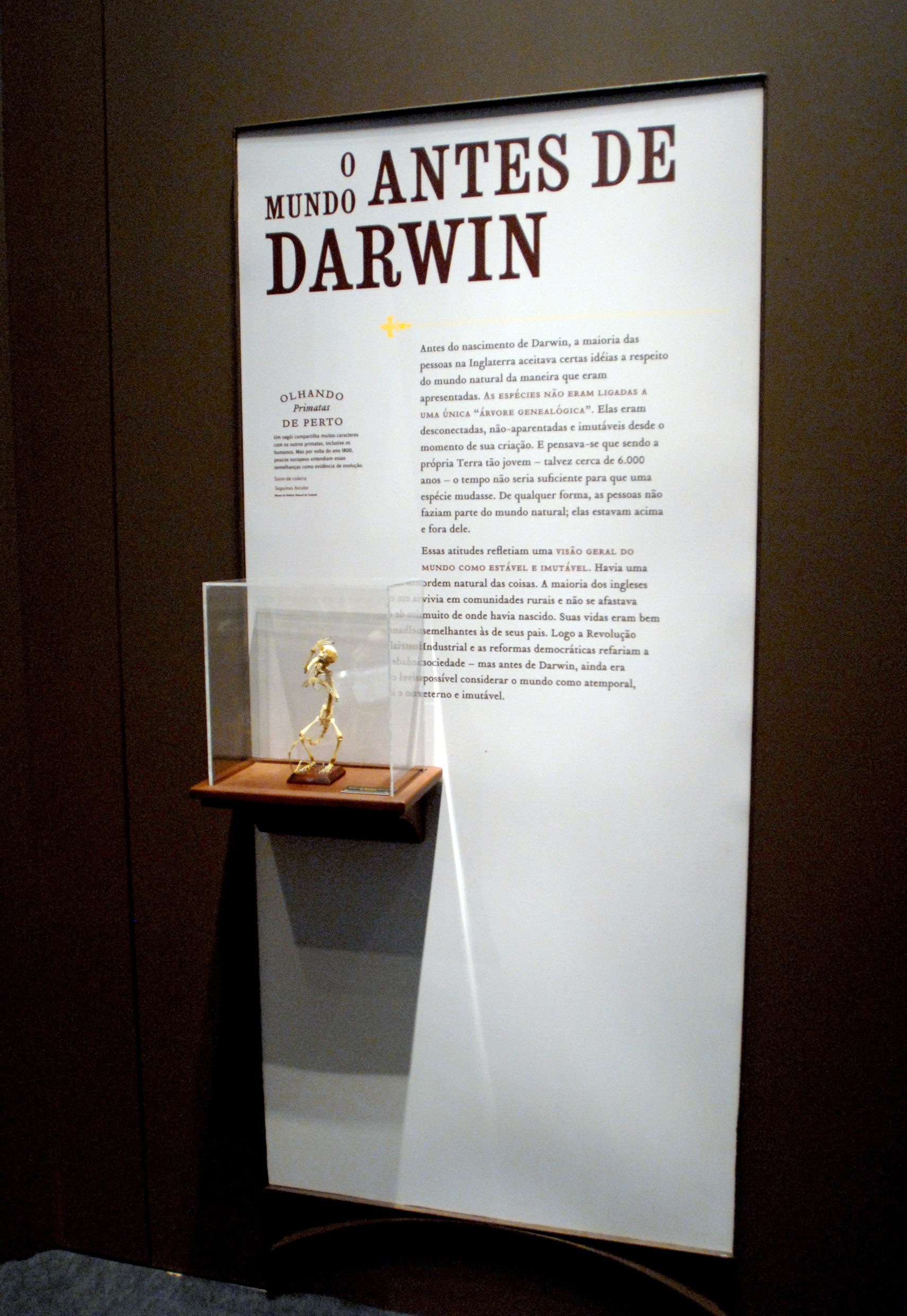
Imagine la o expoziție din Brazilia dedicată împlinirii a 200 de ani de la nașterea lui Charles Darwin

În 1909, 265 de oameni de știință și demnitari din 167 de țări s-au întâlnit la Cambridge pentru a discuta teoriile lui Darwin.
Evenimentul s-a bucurat de o deosebită atenție din partea opiniei publice. 
De asemenea, pe 12 februarie 1909, Academia de Științe din New York și Muzeul American de Istorie Naturală au aniversat un secol de la nașterea lui Darwin și o jumătate de secol de la publicarea Originii speciilor. 
Cu aceasta ocazie, a fost dezvelită o statuie de bronz reprezentând bustul marelui savant.
Pe 2 iunie 1909, Societatea Regală din Noua Zeelandă a ținut o festivitate dedicată lui Darwin, care de asemenea a cunoscut un larg ecou.
O festivitate similară, dedicată publicării Originii speciilor, s-a desfășurat și în incinta Universității din Chicago, în perioada 24 - 28 noiembrie 1959.
Începând cu 1980, colegiul Salem State College din Massachusetts ține anual un festival Darwin, care este chiar patentat la US Patent and Trademark Office.
La una din festivitățile anuale "Darwin Day" (22 aprilie 1995) ale Comunității Umaniste din Palo Alto, California, Donald Johanson (descoperitorul hominidului numit Lucy) ține o conferință despre importanța operei lui Darwin.
Comunitatea Umanistă continuă aceste acțiuni de comemorare a lui Darwin, dedicate științei și umanismului, la 12 februarie al fiecărui an.
În 1997, Massimo Pigliucci, profesor de Ecologie și de Teoria evoluționistă (cunoscut critic al creaționismului), inițiază celebrarea unei zile Darwin, pe care o susține anual, alături de colegii și studenții săi, în cadrul Universității din Tennessee - Knoxville.
Evenimentul conține mai multe lecturi, conferințe și dezbateri publice, în scopul unei mai bune înțelegeri a evoluționismului și exercitării de critici asupra conceptelor creaționiste.
La aceste festivități au loc dineuri la care se servesc meniuri care reprezintă alegorii ale supei primordiale (de unde a apărut viața pe Terra), au loc manifestații și proteste publice, conferințe, dezbateri, recitaluri, chiar și piese de teatru, printre care și dramatizarea celebrului Proces al maimuței sau evocarea celebrei polemici dintre Thomas H. Huxley și episcopul Samuel Wilberforce sau a călătoriilor efectuate de Darwin la bordul lui Beagle.
Din 2003, la Shrewsbury, orașul său natal, are loc anual "Festivalul Darwin", care durează toată luna februarie.
În 2009, la Perth, Australia se lansează o monedă de argint, având gravate chipul lui Darwin, semnătura sa și imaginea corabiei Beagle.

## Susținători
Printre organizațiile și asociațiile care promovează libertatea de gândire și care își oferă sprijinul în scopul celebrării marelui naturalist, putem menționa: Consiliul pentru Umanism Secular ("Council for Secular Humanism"), fundația Freedom from Religion Foundation (care promoveză libertatea față de orice formă de religie),
Center for Inquiry
(organizație non-profit care demontează medicina alternativă și fenomenele paranormalului), Asociația Umanistă Americană  ("American Humanist Association") și Asociația Umanistă Britanică ("British Humanist Association").
În cadrul Uniunii Internaționale Umaniste și Etice, activează Massimo Pigliucci, Amanda Chesworth și Joann Mooney.
În România Ziua Darwin este promovată de Asociația Secular Umanistă din România. 

## În prezent
Anul 2009 marchează două secole de la nașterea lui Darwin și un secol și jumătate de la publicarea "Originii speciilor".
Sunt planificate evenimente în întreaga lume, dar cel mai celebru îl constituie festivitatea de la Shrewsbury și de la Muzeul de Istorie Naturală din Londra.